# Serie A 1956 (pallavolo femminile)
La Serie A femminile FIPAV 1956 fu l'11ª edizione del principale torneo pallavolistico italiano femminile organizzato dalla FIPAV.

## Regolamento e avvenimenti
Al torneo presero parte complessivamente 12 squadre, suddivise per criteri geografici in tre gironi unici con gare da cinque set; il girone C si risolse in gare da tre set di sola andata svoltesi a Napoli. Per ogni vittoria venne assegnato un punto. Le prime due classificate di ogni girone furono ammesse alla fase finale.
Le gare della seconda fase (a tre set) si disputarono a Firenze il 7 e l'8 ottobre 1956; la Fari Bergamo rinunciò a prendervi parte. Il titolo fu conquistato dall'Avis Audax Modena.

## Prima fase

### Girone A

#### Classifica
| Pos. | Squadra                | Pt | G | V | P | SV | SP |
| ---- | ---------------------- | -- | - | - | - | -- | -- |
| 1.   | Minelli Modena         | 5  | 6 | 5 | 1 | 17 | 6  |
| 2.   | Max Mara Reggio Emilia | 4  | 6 | 4 | 2 | 15 | 9  |
| 3.   | Fari Brescia           | 3  | 6 | 3 | 3 | 11 | 11 |
| 4.   | Rizzoli Milano         | 0  | 6 | 0 | 6 | 1  | 18 |

| Ammesse alla fase finale |

#### Risultati

##### Tabellone
|                | Brescia | Milano | Modena Minelli | Reggio Emilia |
| -------------- | ------- | ------ | -------------- | ------------- |
| Brescia        | XXX     | 3-0    | 1-3            | 1-3           |
| Milano         | 0-3     | XXX    | 1-3            | 0-3           |
| Modena Minelli | 3-0     | 3-0    | XXX            | 3-1           |
| Reggio Emilia  | 2-3     | 3-0    | 3-2            | XXX           |

### Girone B

#### Classifica
| Pos. | Squadra           | Pt | G | V | P | SV | SP |
| ---- | ----------------- | -- | - | - | - | -- | -- |
| 1.   | Fari Bergamo      | 5  | 6 | 5 | 1 | 16 | 3  |
| 2.   | Avis Audax Modena | 4  | 6 | 4 | 2 | 14 | 8  |
| 3.   | La Ducale Parma   | 3  | 6 | 3 | 3 | 10 | 11 |
| 4.   | Saves Alessandria | 0  | 6 | 0 | 6 | 0  | 18 |

| Ammesse alla fase finale |

#### Risultati

##### Tabellone
|              | Alessandria | Bergamo | Modena Audax | Parma |
| ------------ | ----------- | ------- | ------------ | ----- |
| Alessandria  | XXX         | 0-3     | 0-3          | 0-3   |
| Bergamo      | 3-0         | XXX     | 3-0          | 3-0   |
| Modena Audax | 3-0         | 3-1     | XXX          | 2-3   |
| Parma        | 3-0         | 0-3     | 1-3          | XXX   |

### Girone C

#### Classifica
| Pos. | Squadra          | Pt | G | V | P | SV | SP |
| ---- | ---------------- | -- | - | - | - | -- | -- |
| 1.   | Libertas Palermo | 2  | 3 | 2 | 1 | 5  | 2  |
| 2.   | Sport Palermo    | 2  | 3 | 2 | 1 | 4  | 3  |
| 3.   | Fari Roma        | 1  | 3 | 1 | 2 | 4  | 5  |
| 4.   | Rapid Empoli     | 1  | 3 | 1 | 2 | 2  | 5  |

| Ammesse alla fase finale |

#### Risultati

##### Tabellone
|                  | Empoli | Palermo Libertas | Palermo Sport | Roma |
| ---------------- | ------ | ---------------- | ------------- | ---- |
| Empoli           | XXX    | –                | –             | 2-1  |
| Palermo Libertas | 2-0    | XXX              | 2-0           | –    |
| Palermo Sport    | 2-0    | –                | XXX           | 2-1  |
| Roma             | –      | 2-1              | –             | XXX  |

## Fase finale

### Classifica
| Pos. | Squadra                | Pt | G | V | P | SV | SP |
| ---- | ---------------------- | -- | - | - | - | -- | -- |
| 1.   | Avis Audax Modena      | 4  | 4 | 4 | 0 | 8  | 1  |
| 2.   | Minelli Modena         | 3  | 4 | 3 | 1 | 6  | 4  |
| 3.   | Libertas Palermo       | 2  | 4 | 2 | 2 | 6  | 6  |
| 4.   | Max Mara Reggio Emilia | 1  | 4 | 1 | 3 | 3  | 7  |
| 5.   | Sport Palermo          | 0  | 4 | 0 | 4 | 3  | 8  |
| 6.   | Fari Bergamo           | –  | 0 | – | – | –  | –  |

| Campione d'Italia |

### Risultati

#### Tabellone
|                  | Bergamo | Modena Audax | Modena Minelli | Palermo Libertas | Palermo Sport | Reggio Emilia |
| ---------------- | ------- | ------------ | -------------- | ---------------- | ------------- | ------------- |
| Bergamo          | XXX     | –            | –              | –                | –             | –             |
| Modena Audax     | –       | XXX          | 2-0            | 2-1              | 2-0           | 2-0           |
| Modena Minelli   | –       | –            | XXX            | 2-1              | 2-1           | 2-0           |
| Palermo Libertas | –       | –            | –              | XXX              | 2-1           | 2-1           |
| Palermo Sport    | –       | –            | –              | –                | XXX           | –             |
| Reggio Emilia    | –       | –            | –              | –                | 2-1           | XXX           |

## Fonti
- Filippo Grassia e Claudio Palmigiano (a cura di). Almanacco illustrato del volley 1987. Modena, Panini, 1986.